# 目视检测
目视检测是质量控制过程中的一种常用的无损检测方法。在維修設備时，利用視覺、聽覺、觸覺和嗅覺或任何非專業檢測設備。超聲波、X光、紅外線等檢查，通常不被視為目視檢查，因為這些檢查方法需要專門的設備，培訓和認證。
目视检测分为直接和間接两种，其區別是：
- 直接目視檢查：直接使用肉眼檢查，而無需中斷受測物和眼睛之間的路徑。
- 间接目視檢查：利用照相機等非專業檢測設備。